# Hendrik Jan Schoo
Hendrik Jan Schoo (Amsterdam, 10 november 1945 - Leiden, 5 september 2007), beter bekend als HJ Schoo, geschreven met initialen zonder puntjes en uitgesproken als HaJé, was een Nederlandse journalist, essayist en columnist. De jaarlijkse HJ Schoo-lezing van Elsevier Weekblad is naar hem vernoemd.

## Jonge jaren
Schoo groeide op in Amsterdam als zoon van een vertegenwoordiger en een verpleegkundige. Hij was een broer van Eegje Schoo, die later minister werd. Na de mulo haalde hij zijn hoofdacte aan de kweekschool in 1968. Hierna studeerde hij in Chicago (Verenigde Staten) pedagogiek en kwam hij in aanraking met de sociale wetenschappen. Hij gaf er les aan een zwarte lagere school. In 1973 kwam hij terug naar Nederland en ging hij werken bij de Grote Spectrum Encyclopedie. Het was de eerste stap in een lange journalistieke carrière.

## Hoofdredacteur en uitgever
Het eerste tijdschrift waarover HJ Schoo de redactie voerde was Montessori Mededelingen (M.M.), een uitgave van de Nederlandse Montessori Vereniging. Hij deed dit van 1977 tot 1979. In 1981 was hij co-auteur van Amsterdamse gebouwen 1880-1980.
Daarna was Schoo hoofdredacteur van het tijdschrift Psychologie van 1982 tot 1984 en van 1985 tot 1990 van het blad Intermagazine van Intermediair. In 1991 werd hij adjunct-hoofdredacteur van het weekblad Elsevier en van 1993 tot 1999 hoofdredacteur. Eind 1999 verliet Schoo Elsevier om adjunct-hoofdredacteur te worden van de Volkskrant. Na een jaar vertrok hij alweer en was vervolgens gedurende enkele jaren directeur-uitgever van Weekbladpers Tijdschriften Cultuurgroep, uitgever van onder andere Vrij Nederland, Opzij, J/M en Psychologie Magazine.

## Essayist en recensent
In 2005 vertrok Schoo bij de Weekbladpers om zich geheel te kunnen wijden aan het schrijven van columns, essays en boekrecensies voor onder meer de Volkskrant, waarin hij al vanaf 2003 elke week een politieke column schreef op "Forum", de opiniepagina.

## Werk
Een aantal boeken van Schoo, waaronder zijn verzamelde essays, is opgenomen in de Digitale Bibliotheek voor de Nederlandse Letteren (DBNL). Het gaat om:
- De verwarde natie uit 2000, met zijn stukken over immigratie;[5]
- Een bitter mensbeeld. De transformatie van een ontregeld land uit 2002, met columns en essays uit de Volkskrant;[6]
- Republiek van vrije burgers uit 2008, met zijn beste stukken en essays[7] en een beschouwing van Marc Chavannes over Schoo, getiteld "Een humaan radicaal realist";[8] en
- Een ongeregeld zootje uit 2009,[9] met zijn stukken over journalisten en journalistiek. Dit boek bevat tevens een uitgebreide bibliografie.[10]

Ook is op de DBNL secundaire literatuur over Schoo opgenomen, onder meer de toespraken die zijn gehouden op de herdenkingsbijeenkomst in de Rode Hoed in Amsterdam naar aanleiding van zijn overlijden (2007), en de necrologieën die toen in verschillende kranten en bladen zijn verschenen.

## Overlijden
Al in 1997 onderging hij een operatie aan zijn hart. In 2007 was weer een operatie nodig. Een maand later overleed hij op 61-jarige leeftijd aan de complicaties.

## Privéleven
Schoo was getrouwd en had ook een relatie met Xandra Schutte. Met Schutte had hij een zoon.

## HJ Schoo-lezing
In 2009 werd door de redactie van het weekblad Elsevier de HJ Schoo-lezing (gespeld met koppelteken tussen Schoo en lezing) ingesteld als eerbetoon aan haar voormalige hoofdredacteur. 
- Digitale Bibliotheek voor de Nederlandse Letteren: scho299
- Gemeinsame Normdatei: 137780079
- International Standard Name Identifier: 0000 0000 2379 5230
- Library of Congress Control Number: n82036832
- Nederlandse Thesaurus van Auteursnamen: 207235112
- Virtual International Authority File: 81918302
- WorldCat: E39PBJrrD7ftBmG646GMdJmfMP